# Ti presento un amico
Ti presento un amico è un film del 2010 diretto da Carlo Vanzina.

## Trama
Marco Ferretti è un giovane manager che lavora da anni a Londra, occupandosi di marketing nella filiale di un'importante azienda italiana di cosmetici, e vive nella capitale inglese assieme alla sua fidanzata, anch'essa italiana. In seguito a un periodo di crisi economica, la ragazza perde il posto, e decide di lasciare Marco e tornare in Italia dal suo ex fidanzato (con cui si è risentita di recente), che a suo dire le offre più certezze e stabilità per il futuro.
L'uomo è deluso da questo suo ennesimo fallimento sentimentale, e come se non bastasse riceve la notizia che il capo dell'azienda vuole vederlo in sede a Milano per parlargli. Marco si reca così in Italia pieno di timori, in quanto si aspetta di essere a sua volta licenziato, e invece, a sorpresa, viene promosso a capo del settore marketing dell'azienda. Questo nuovo incarico ha però un retroscena sgradito per lui, ragazzo onesto e perbene; dovrà infatti rimanere a Milano e diventare un "tagliatore di teste", ovvero licenziare tutte quelle persone che l'azienda, a causa della crisi, non può più permettersi di stipendiare.
In dieci giorni Marco incontra, casualmente e non, quattro donne, tutte giovani, affascinanti e molto diverse tra loro: Giulia, collega e donna in carriera a cui proprio Marco ha soffiato la promozione, Gabriella, giornalista alle prese con un fidanzato molto geloso, Sarah, donna inglese responsabile di una galleria d'arte e amante di un uomo sposato, e Francesca, impiegata dell'azienda. Tutte sono a loro volta prese da numerosi problemi personali, e vedono in Marco l'uomo con cui mettere una pietra sopra al passato e ricominciare una nuova vita. Da parte sua, Marco spera che tra loro ci sia finalmente la donna giusta per lui, e così inizia faticosamente a districarsi tra il suo nuovo lavoro e la conoscenza delle ragazze. Alla fine Marco pur di non licenziare nessuno, decide di dimettersi lui stesso e torna a Londra dove ritrova Francesca, anch'essa licenziata.

## Colonna sonora
Le musiche originali e la colonna sonora del film sono curate da Federico De Robertis, musicista, compositore e produttore discografico italiano, molto attivo nel cinema, in particolar modo con i registi Gabriele Salvatores e Carlo Vanzina.
- Brani non originali presenti nel film:
  - Sigla iniziale: When Love Takes Over di David Guetta
  - This Is What You Are di Mario Biondi
  - Tik Tok di Kesha
  - Sigla finale: Morning Sun di Robbie Williams